# 阿尔宾·维多维奇
阿尔宾·维多维奇（1943年2月11日—2018年3月8日），克罗地亚男子手球运动员。他曾代表南斯拉夫国家队参加1972年夏季奥林匹克运动会手球比赛，获得一枚金牌。